# 懷特羅克 (新墨西哥州)
懷特羅克（英語：White Rock）是位於美國新墨西哥州洛斯阿拉莫斯縣的普查規定居民點。

## 人口
根據2020年美國人口普查的數據，懷特羅克的面積為18.41平方千米，當中陸地面積為18.30平方千米，而水域面積為0.11平方千米。當地共有人口5852人，而人口密度為每平方千米317.87人。